# Miville Couture
Pour les articles homonymes, voir Miville et Couture (homonymie).
Joseph David Lucien Miville Couture (né le 27 mai 1916, à Saint-Malachie, dans le comté de Dorchester, au Québec, et mort le 24 avril 1968 à Montréal) est un animateur de radio et comédien à Radio-Canada.

## Biographie
Miville Couture, né à Saint-Malachie, étudie à Sainte-Marie-de-Beauce chez les Frères maristes, puis au cours classique à Vallée-Jonction et se fait d'abord journaliste de la presse écrite (à l'âge de vingt ans, au Guide de Sainte-Marie-de-Beauce, puis au Dorchester), passe ensuite quelques mois en Abitibi comme interprète d'allemand et d'italien (aux Perron Gold Mines), commence le métier d'« annonceur radio » à Québec (à CHRC) et, à la fin des années 1930 à Rimouski. La qualité de son travail l'amène à Montréal en 1941, où Louis Francœur venait de mourir.
Il y devient « annonceur en chef » en 1944. Miville Couture et Roger Baulu furent les mentors de, notamment, Jean-Paul Nolet. 
Il tient le premier rôle à la radio de Radio-Canada (CBF) dans l'émission écrite et réalisée par Eugène Cloutier; Le p'tit train du matin, de 1947 à 1952. 
Miville Couture est surtout connu pour son amusante émission radiophonique du matin, Chez Miville (1956-1970), où il est l'animateur vedette jusqu'à sa mort, en 1968.

## Honneurs
- Le Parc Miville-Couture de la Ville de Montréal a été nommé en son honneur. Il est situé à l'angle de la rue Amherst et du boulevard René-Lévesque Est, à Montréal.